# Prionosciadium humile
Prionosciadium humile är en flockblommig växtart som beskrevs av Joseph Nelson Rose. Prionosciadium humile ingår i släktet Prionosciadium och familjen flockblommiga växter. Inga underarter finns listade i Catalogue of Life.